# Реикон
Реикон (霊魂) у шинтоизму и јапанском будизму, је еквивалент души или духу у западној култури.

## Јапанска традиција
Када особа умре, верује се да ће њихов реикон остати у врсти чистилишта све док им не буду приредили одговарајуће погребне обреде. Након тога, реикон ће се придружити својим прецима у загробном животу и тек ће се у августу на Обон Фестивалу враћати у живи свет.

## Јуреи
Када особа умре неочекивано, насилно или трауматично, реикон остаје међу живима као јуреи или дух, који мора испунити недовршену дужност међу живима или му се мора доделити прави ритуал како би се олакшао његов прелазак у следећи свет. Сматра се да је јуреи произведен насилним средствима као што су убиство или самоубиство. Они обично преузимају фиксну емоцију жеље попут освете, љубави, љубоморе, мржње или туге док спроводе своја прогањања.